# Otto Wittenburg
Otto Wittenburg (* 2. Mai 1891 in Grevenhagen, heute Ortsteil von Alt Meteln; † 1. Dezember 1976) war ein deutscher Bankdirektor, Offizier und Politiker der Deutschen Partei (DP).
Von 1914 bis 1918 leistete er Kriegsdienst beim Heer. Nach einer Banklehre, die er bereits vor Kriegsausbruch begann, war er leitend bei der Deutschen Bank in Danzig tätig. 1921 wurde er Bankdirektor in Berlin. Ab 1930 war er Pächter eines Rittergutes in Mecklenburg, das mit der Bodenreform in der Sowjetischen Besatzungszone 1945 enteignet wurde. 1939 trat er in die Luftwaffe der Wehrmacht ein, wo er Offizier wurde. Er wurde u. a. als Erster Generalstabsoffizier (Ia) verwendet, sein letzter Dienstgrad war Oberstleutnant.
Wittenburg beantragte am 12. Juni 1937 die Aufnahme in die NSDAP und wurde rückwirkend zum 1. Mai desselben Jahres aufgenommen (Mitgliedsnummer 5.082.428). Er wird von Danker und Lehmann-Himmel in ihrer Studie über das Verhalten und die Einstellungen der Schleswig-Holsteinischen Landtagsabgeordneten und Regierungsmitglieder der Nachkriegszeit in der NS-Zeit als „politisch angepasst“ charakterisiert.
Nach dem Zweiten Weltkrieg war Wittenburg zunächst als Landwirt in Dragow tätig. Er stand nach 1945 zunächst der Deutschen Konservativen Partei in Schleswig-Holstein nahe, wurde dann aber Mitglied der Deutschen Partei. Wittenburg war erster Landesvorsitzender seiner Partei in Schleswig-Holstein.  Er versuchte vergeblich einen „Rechtsblock“ in Schleswig-Holstein unter Führung der Deutschen Partei zu schmieden. Er gehörte über die Ergänzungsliste dem Deutschen Bundestag seit dessen erster Wahl 1949 bis 1957 an. Vom 5. September 1950 bis zum 25. Juni 1951 war er außerdem Landesminister für Ernährung, Landwirtschaft und Forsten sowie Justiz im Kabinett Bartram in Schleswig-Holstein. 1949 und 1954 war er Mitglied der Bundesversammlung. Von 1946 bis 1970 war er Bürgermeister von Labenz.
In einem vom MfS überwachten vertraulichen Gespräch 1956 mit Karl Brincker (KPD/SED), der ihn vor einer Internierung durch die Sowjets bewahrt hatte, „befürwortete [er] direkte Gespräche mit der SED und bezeichnete die Deutschland- und Westpolitik Adenauers als falsch, obwohl Wittenburgs Deutsche Partei mit Adenauers Union koalierte. Wittenburg [war] nach Erkenntnissen des MfS Vorsitzender des Verbandes ehemaliger Großgrundbesitzer der Ostzone.“